# Messe der Meister von Morgen

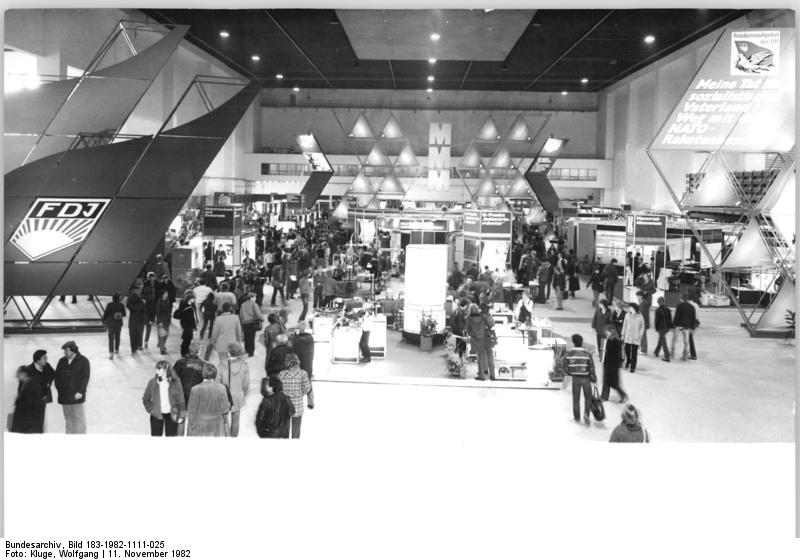
25. Messe der Meister von Morgen am 11. November 1982 in Leipzig

Die Messe der Meister von Morgen (MMM) war ein Jugendwettbewerb in der DDR. Sie war, abgesehen von ihrer ideologischen Komponente, vergleichbar mit dem einige Jahre später eingerichteten Wettbewerb „Jugend forscht“ in der Bundesrepublik Deutschland. Als Preise wurden Medaillen verliehen.

## Geschichte

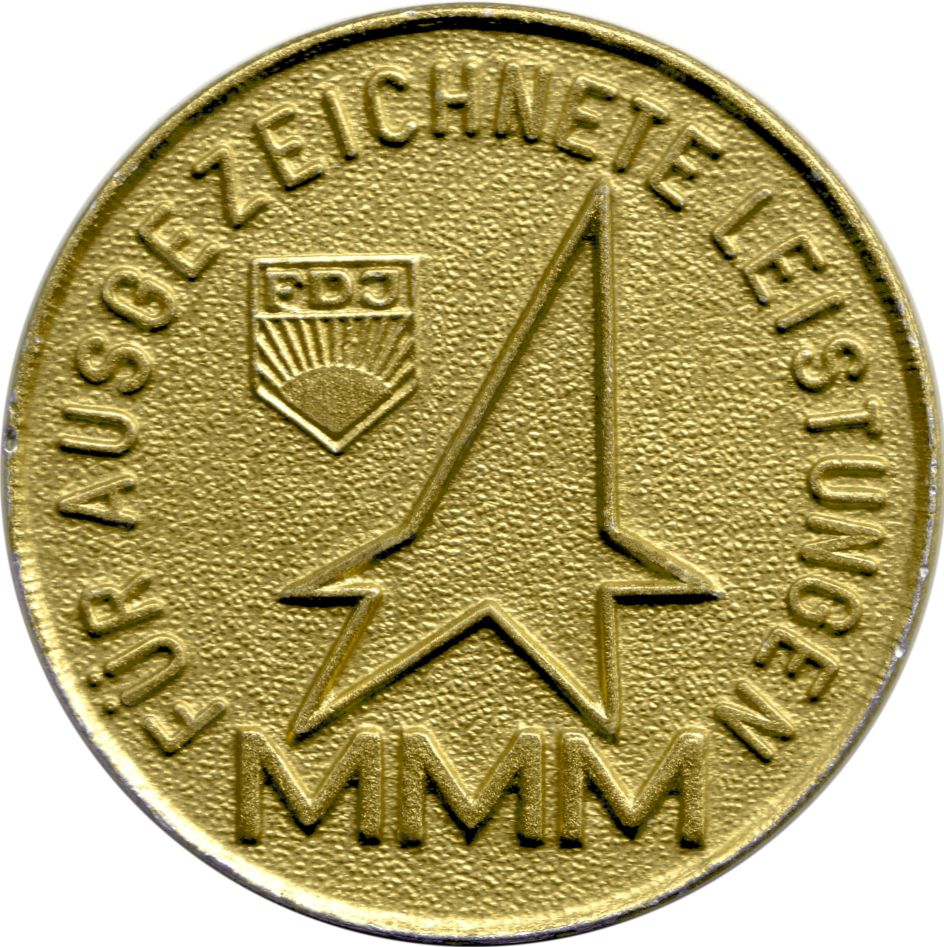
Goldmedaille der MMM

Sie wurde von der FDJ organisiert und fand von 1958 bis 1990 jährlich statt. Ziel war es, bei der sozialistischen Jugend das Interesse für Technik und Wissenschaft zu steigern und so neuen Ingenieurs-Nachwuchs zu schaffen. Aus Staatssicht sollte so die Mitarbeit Jugendlicher bei der Erfüllung volkswirtschaftlicher Aufgaben gefördert werden. Die ersten Veranstaltungen fanden auf Schul- bzw. Betriebsebene statt; hier konnte man sich für die Kreis-, Bezirks- und Republikebene qualifizieren. Im Oktober 1958 fand erstmals und danach jährlich die Zentrale Messe der Meister von Morgen (ZMMM) in Leipzig statt.
Die folgenden Angaben über die Anzahl der Messen (einschließlich Vormessen und betrieblicher MMMs) wurden im statistischen Jahrbuch 1989 veröffentlicht:
| Jahr | Messen | Exponate | Teilnehmer |
| ---- | ------ | -------- | ---------- |
| 1975 | 23.200 | 524.900  | 2.086.000  |
| 1980 | 43.100 | 740.300  | 2.483.900  |
| 1985 | 51.300 | 826.600  | 2.802.900  |
| 1988 | 51.200 | 856.500  | 2.887.600  |

## Exponate
Beispiele von Exponaten:
- Poly-Play-Spielautomat (1986)
- Der PIKO-dat steuert die Eisenbahn (1977)
- Ketwurst